# Rotacismo (dislalia)
Il rotacismo è un difetto fonetico articolatorio proprio di alcuni individui che presentano una pronuncia del suono di erre diversa dall'uso comune in italiano, meglio conosciuta come r moscia o "alla francese".

## Logopedia
In logopedia il rotacismo è classificato come una dislalia, ovvero la produzione errata di un fonema, in questo caso /r/.
In ambito logopedico si identifica l'origine del rotacismo in due categorie: funzionale e organico.
Il rotacismo si definisce di origine funzionale quando la mancata produzione corretta del fonema /r/ deriva dal mancato apprendimento durante la fase dello sviluppo del linguaggio. Questo può avvenire per un modello imitativo errato, ad esempio se il bambino è esposto a un ambiente che produce il fonema in modo scorretto, motivo per cui in certe zone d'Italia è presente un'alta percentuale di soggetti con questa dislalia.
Quindi l'origine funzionale del rotacismo è riconducibile al mancato apprendimento della vibrazione anteriore dell'apice linguale.
Il rotacismo si definisce di origine organica se la produzione errata del fonema /r/ deriva da un difetto morfologico dell'apparato fono-articolatorio, il più frequente è il frenulo linguale corto che determina una scarsa motilità della punta della lingua. In casi più rari l'origine organica può essere il palato divenuto ogivale.
Nella maggior parte dei casi, comunque, questa è fondamentalmente una caratteristica specifica dell'individuo, che consiste in un uso inconsapevole particolare della lingua: questa, infatti, in molti degli individui affetti, anziché vibrare nella parte anteriore del cavo orale (vicino ai denti), vibra nella parte posteriore (velo palatino o zona dell'ugola), producendo una vibrante uvulare o fricativa uvulare sonora; in altri, può non vibrare affatto, dando luogo per esempio a una approssimante labiodentale.
Esistono terapie e corsi per chi desideri eliminare questo difetto: per esempio, i logopedisti possono aiutare a impostare la corretta articolazione del fonema e, con esercizi diversi in base al tipo di paziente, portarlo ad avere una erre comune. Naturalmente le tempistiche variano da paziente a paziente, a seconda delle cause della dislalia, della motivazione, dell'età, ecc.

## Uso linguistico normale
Il rotacismo, benché non faccia parte della normale fonologia della lingua italiana, viene usato correntemente in alcune varietà regionali, nelle quali la dizione diverge da quella considerata standard: ad esempio in Valle d'Aosta, in alcune vallate del Piemonte occidentale e in un'area compresa tra l'Alessandrino e l'Emilia occidentale.